# Kate Roberts
Kate Roberts   (Cae'r Gors, 13 de febrer de 1891 - Dinbych, 14 d'abril de 1985) va ser una escriptora gal·lesa, una de les autores més importants en gal·lès del segle xx. És coneguda per les seves novel·les i històries breus i pel seu activisme en el nacionalisme gal·lès.
Se'n destaca la influència de Katherine Mansfield i d'Anton Txékhov, entre d'altres. És notable per la riquesa del seu llenguatge i per la seva percepció. Alguns dels seus temes principals son el paper de la dona en la societat i les idees progressives sobre la vida i l'amor. La majoria de les seves obres se situen a Gal·les del Nord, d'on era originària.
Va escriure els contes Rhigolau bywyd (‘Els solcs de la vida’, 1929) i Ffair gaeaf (‘La fira d'hivern', 1937) i les novel·les Laura Jones (1930), Traed Mewn cyffion (‘Peus encadenats', 1937), Stryd y Glep (‘Carrer dels Cignes', 1949), Tegwch y bore (‘El bell temps de la matinada’, 1967), entre d'altres.
El 1963 va ser nominada al Premi Nobel de Literatura.